# Lygropia bilinealis
Lygropia bilinealis is een vlinder (nachtvlinder) uit de familie van de grasmotten (Crambidae). De wetenschappelijke naam van de soort is voor het eerst gepubliceerd in 1865 door Francis Walker.
De soort komt voor in Colombia.